# Monastero di Santa Maria del Lavello
Il monastero di Santa Maria del Lavello (propriamente convento e santuario) è un complesso di locali disposti intorno a due chiostri con chiesa annessa, edificato tra il XIV e il XV secolo dai frati dell’Ordine dei Servi di Maria. Si trova nella località Lavello, nel comune di Calolziocorte, in provincia di Lecco, Lombardia.

## Storia

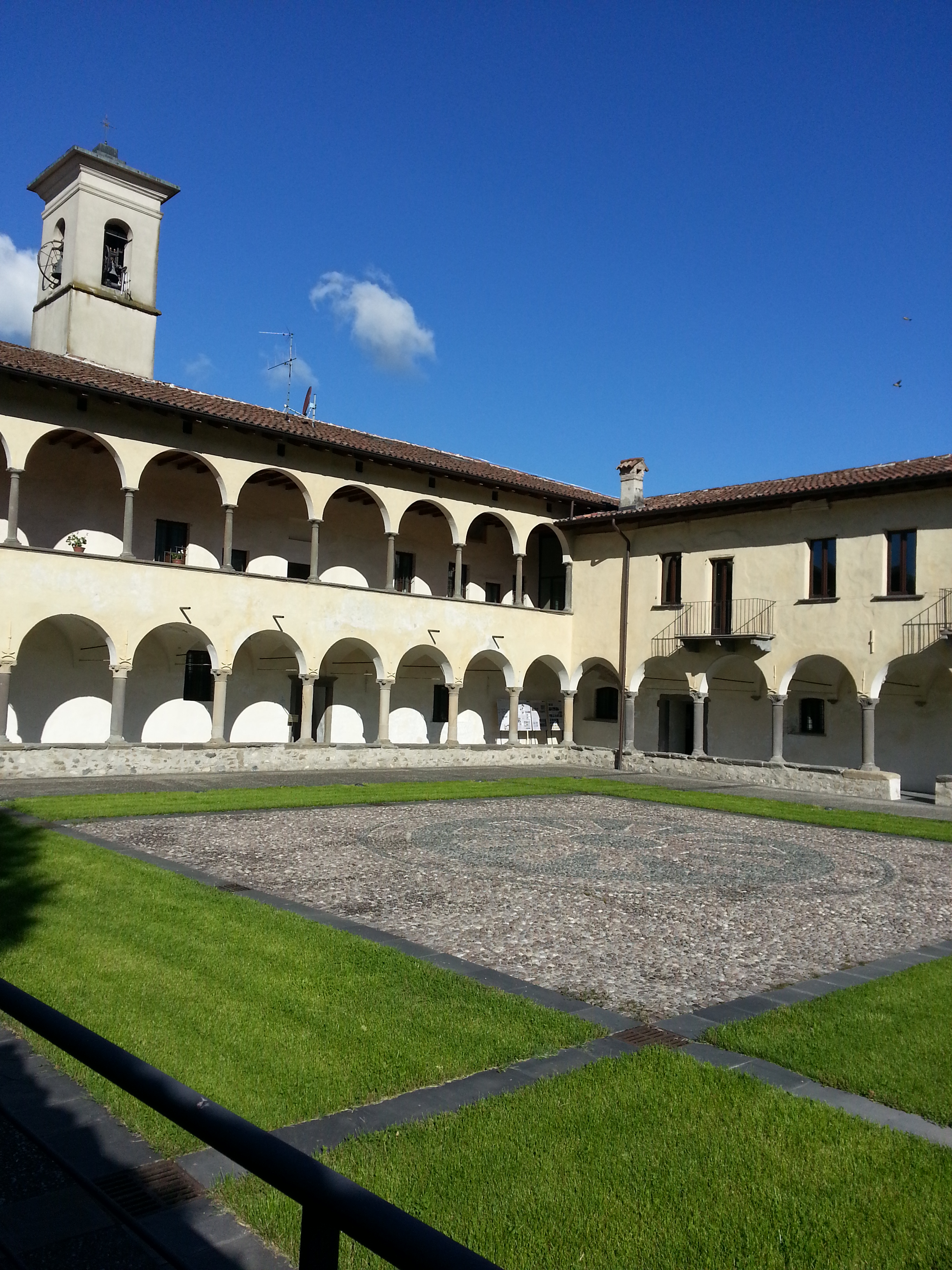
Vista dal chiostro maggiore sul complesso conventuale

### Età antica
Il territorio del Lavello, che si estende sulla riva sinistra del fiume Adda ai piedi dei monti della Valle San Martino, era già abitato in epoca romana, almeno dal I-II secolo d.C., datazione di un’epigrafe incisa su una lastra di marmo dedicata alla dea Diana, rinvenuta a Lorentino frazione di Calolziocorte. Probabilmente, considerando le caratteristiche ambientali e morfologiche, la località doveva essere antropizzata anche in epoca precedente; tuttavia non si hanno testimonianze al riguardo. L’insediamento romano del Lavello sova forse in prossimità di un guado tra Olginate e Calolziocorte, dove la corrente dell’Adda rallenta, permettendo in tal modo l’attraversamento del fiume. Sotto la superficie dell'acqua sono stati trovati i resti di cinque piloni appartenenti a un ponte e una diga leggermente arcuata del III secolo in prossimità della riva. La costruzione che ipoteticamente fu costruita in questo periodo storico, possibilmente a fini strategici, può essere considerata precursore di numerosi interventi successivi. Nei pressi del ponte romano si scontrarono gli Eruli e i Goti guidati dal comes Pierius, comandante delle truppe di Odoacre.

### Età medievale
Con l’arrivo dei Longobardi, il Lavello divenne di pertinenza del Ducato di Bergamo, il cui confine occidentale era costituito dall'Adda. Per l'anno della caduta del regno longobardo ad opera di Carlo Magno, il 774, si è a conoscenza del più antico abitante della Val San Martino ricordato dalle fonti, un certo Rado de Curte. Già dai tempi del re longobardo Astolfo, il Lavello rientrava all’interno della corte regia di Almenno, nella bergamasca: questa venne donata nel 892 dall’imperatore Guido allo zio Corrado, capostipite dei Conti di Lecco.
Nel corso del X secolo, in un periodo caratterizzato dal fenomeno dell’incastellamento, doveva essere sorto il castello del Lavello, probabilmente sviluppatosi a partire dal centro fortificato della corte. Infatti un diploma imperiale di Enrico II del 1014 conferma al vescovo di Bergamo Alcherio la corte di Almenno e i castelli di Lavello e di Brivio, ricevuti in dono dal conte Attone di Lecco e sua moglie Ferlinda per volontà testamentaria. Nel 1026 l'imperatore Corrado II riconferma la donazione, a sua volta ribadita nel 1147 dall’imperatore Enrico III e successivamente da Federico I Barbarossa nel 1183. In questo periodo, XII secolo, la località si trovava sotto il controllo del Comune di Bergamo, mentre una chiesa di San Simpliciano “de Lavello”, con servi, feudo ed ogni pertinenza, venne attribuita all’omonimo monastero di Milano, poi scomparso. È questa la prima menzione di una chiesa in località Lavello, probabilmente sorta come cappella di pertinenza del castello. Quest’ultimo e le terre circostanti erano appartenenti alla città di Bergamo, come indica lo Statuto del Comune del 1277. Prima della fine del XIII secolo cambiò la dedicazione della chiesa di Lavello, che il Liber notitiae sanctorum Mediolani di Goffredo da Bussero annoverava come chiesa di Santa Maria al Lavello. L'edificazione di una chiesa fa immaginare a una nuova funzione, oltre a quella puramente strategica e funzionale incontrata durante l'età antica: sul territorio del Lavello iniziavano ad apparire delle strutture tipiche di una piccola società.
Il Trecento vide la prima attestazione del comune rurale di Lavello (1313), mentre il territorio e il castello si trovarono implicati nelle guerre viscontee; infatti, nel 1373 il signore di Milano Bernabò Visconti distrusse la fortezza, mentre la chiesa dovette subire dei danni notevoli, perché al suo interno non si officiava più il culto. All'inizio del secolo successivo il condottiero Pandolfo III Malatesta fu sconfitto nei pressi della località dal Carmagnola alle dipendenze di Milano. Tuttavia solo un decennio dopo, nel 1428, la Valle San Martino passò sotto il dominio di Venezia e con la pace di Lodi del 1454 si definì l’Adda come confine tra la Repubblica Serenissima e il Ducato di Milano.

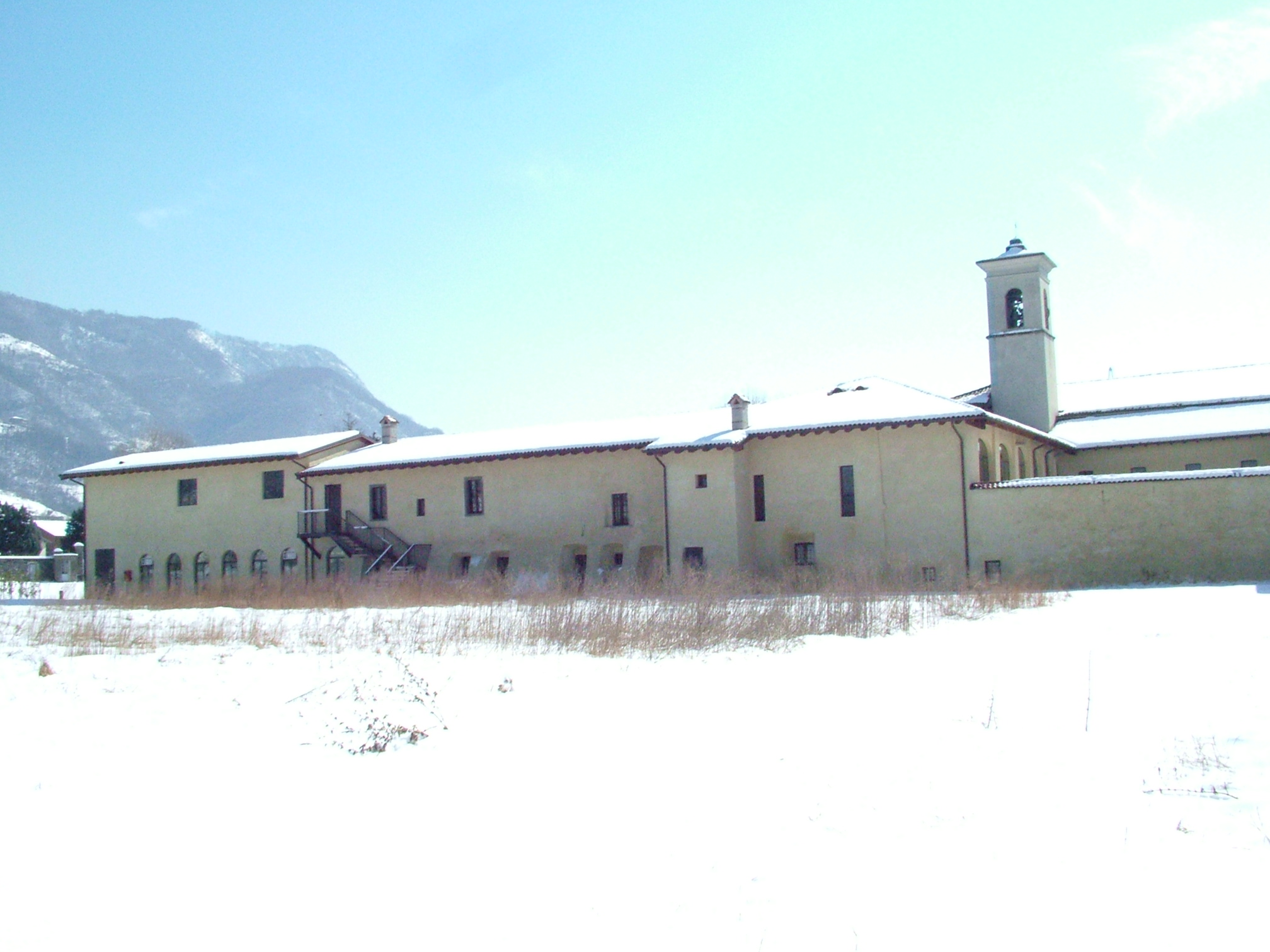
Complesso conventuale in veste invernale

Tra i resti della chiesa e degli edifici contigui, nella seconda metà del XV secolo, trovarono rifugio alcuni eremiti, in cerca di un’oasi di pace, il cosiddetto desertum, lontano dal caotico e bellicoso saeculum. Uno di questi anacoreti, Jacopino, lavorando tra i ruderi della primitiva chiesa, scoprì una fonte miracolosa posta sotto un’antica sepoltura. Martino, un bambino infermo e paralizzato, riacquistò la salute dopo essere stato immerso dalla madre nell’acqua prodigiosa: fu il primo di 53 eventi miracolosi riportati dalle cronache dell’epoca. Il luogo divenne quindi meta di pellegrinaggi, tanto che intorno al 1486 alcuni frati dell’Ordine dei Servi di Maria, provenienti da Bergamo, si insediarono al Lavello, procedendo alla costruzione di una nuova chiesa. Tre anni dopo, un’assemblea presieduta dal parroco di Calolzio delegò alcuni notabili della Val San Martino a scegliere la comunità religiosa più adatta cui affidare l’assistenza del Lavello: la preferenza cadde proprio sui Padri Serviti del convento di San Gottardo in Bergamo, i quali, sotto la guida del priore Callisto Rota, si insediarono ufficialmente in numero di sei. Nel 1490 la nuova chiesa di Santa Maria venne consacrata da parte del vescovo suffraganeo dell’Arcivescovo di Milano, durante una sontuosa celebrazione alla presenza dei valsanmartinesi. Grazie alle elemosine e agli introiti provenienti dalla considerevole fiera che si svolgeva ivi almeno dal 1493, i Serviti iniziarono nel 1510 l'edificazione del convento.

### Epoca moderna

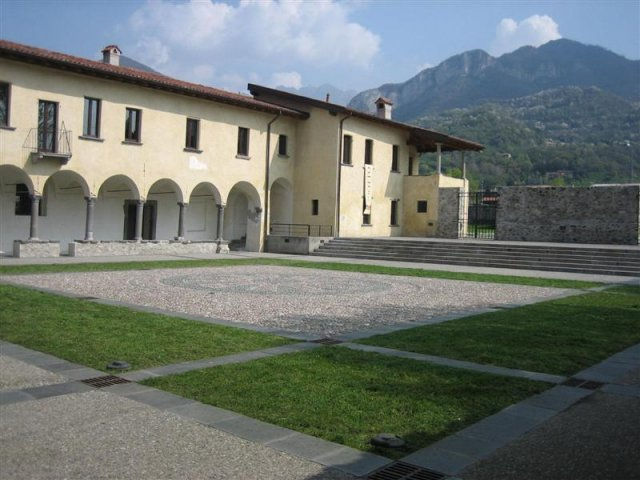
Scorcio del chiostro maggiore sullo sfondo dei monti della Valle San Martino

Nel corso dei decenni successivi ai religiosi furono donati ampi terreni intorno al convento e altri beni, come alcuni mulini, oppure gli stessi procedettero all'acquisto di alcuni edifici o al loro riattamento. Anche la chiesa subì un ingrandimento verso la fine del XVI secolo. Oltre alle spese di ristrutturazione, una buona parte dei ricavi vennero indirizzati all'acquisto di arredi e suppellettili sacri ad ampliamento della dotazione della chiesa o in sostituzione di quelli usurati o dispersi, come per esempio una teca e un ostensorio per la reliquia di Sant’Apollonia. Durante l’esistenza della comunità servita, i Padri entrarono in controversie con gli abitanti del luogo, con la parrocchia di Calolzio e con le autorità religiose milanesi; subirono persino una scomunica da parte di Carlo Borromeo (revocata poco tempo dopo).
Questo relativo periodo di prosperità fu bruscamente interrotto nel 1629 dalla calata dei Lanzichenecchi con il loro strascico di devastazioni e l’anno successivo dall’epidemia di peste: il convento fu trasformato in lazzaretto e i frati perirono uno dopo l’altro nella loro opera di assistenza ai malati. Passato il flagello, i Padri Serviti dovettero ripristinare la chiesa e il convento, riportando alla luce gli affreschi coperti da imbiancature e fumi. La ripresa fu lenta e faticosa: ricominciarono le opere di ampliamento della struttura e si diede l’avvio a diversi lavori di sistemazione e rifacimenti, che segnarono l’inizio di un nuovo periodo di prosperità lungo tutto il XVIII secolo, nonostante gli usuali contrasti con le personalità del luogo o con quelle venete e milanesi. Ma il 5 settembre 1772 il Senato veneto decretò la soppressione del convento al Lavello, costringendo così il priore e i frati a trasferirsi a Bergamo, mentre i beni venivano posti all'asta. Il complesso invece fu oggetto di contesa fra la parrocchia e la Vicinia di Corte, Foppenico e Lavello, che ottenne dalle autorità veneziane lo ius patronato laicale del soppresso convento. La chiesa nel frattempo perse la sua centralità devozionale; infatti col tempo della fonte miracolosa non si seppe più nulla.

### Contemporaneità

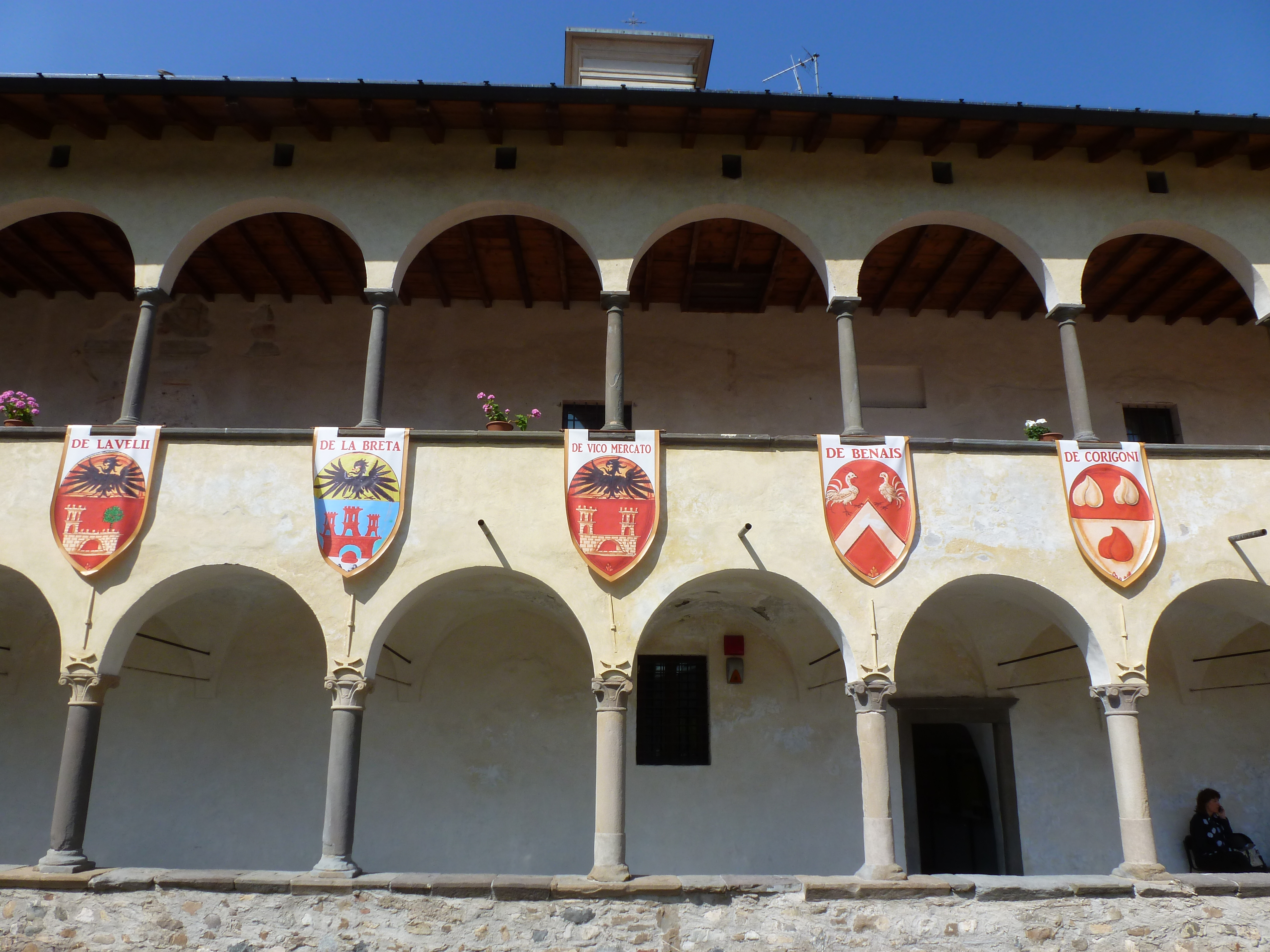
Decorazioni con gli stemmi delle famiglie del luogo in occasione della Féra di Cavagnoi

Verso la metà dell’Ottocento, il comune di Corte dispose con apposita delibera l'intendimento di subentrare alla Vicinia del Lavello nell'amministrazione e nella proprietà dei beni, che ottenne successivamente nel 1872. Con alterne fortune, nel corso dei decenni successivi, si cercò di riportare il complesso ai fasti del passato, tanto che nel 1912 si pensò di istituire una comunità monastica al Lavello, progetto mai realizzato. Nel 1944 il neonato comune di Calolziocorte approvò la cessione della chiesa e di due ambienti del complesso conventuale del Lavello alla parrocchia di Calolzio. Infine i danni causati dai bombardamenti della seconda guerra mondiale furono sanati grazie alla generosità dei fedeli, cosicché nel 1948 la chiesa riaprì al culto.
La chiesa del Lavello è assegnata alla parrocchia di Foppenico, mentre il santuario e il convento sono stati riaperti al pubblico grazie all'operato della Fondazione Monastero di Santa Maria del Lavello, costituita nel 2003, che ha propugnato assidui e puntuali lavori di restauro.

## Descrizione

### Architettura della chiesa

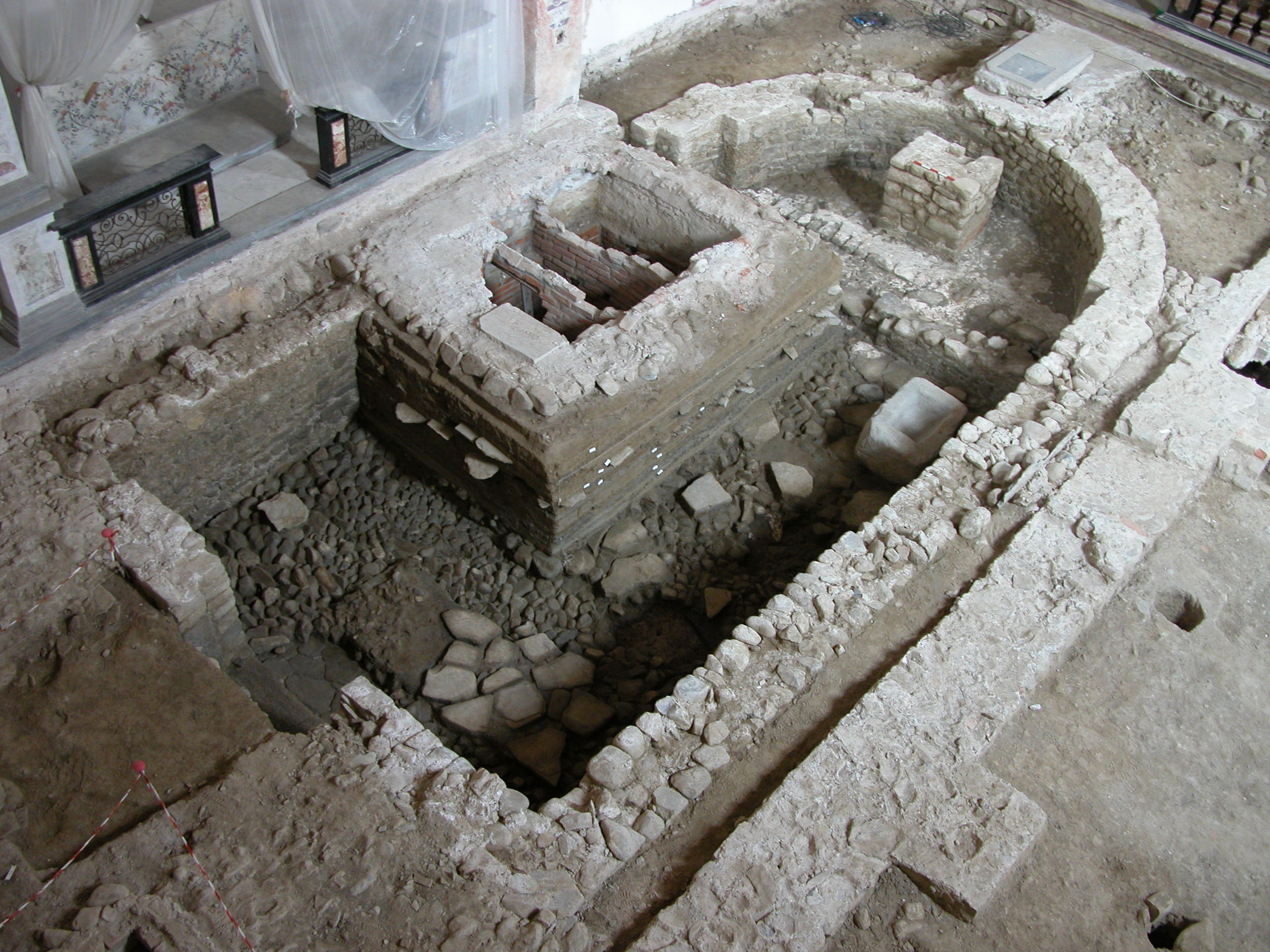
Resti della primissima chiesa romanica venuti alla luce durante gli scavi

L’evoluzione architettonica della chiesa può essere suddivisa in tre periodi differenti. Il periodo I è esemplificato da un edificio romanico, databile intorno al XII/XIII-XV secolo. Verso la parete nord est del santuario gli scavi archeologici hanno portato alla luce una piccola chiesa a navata unica, con una singola abside semicircolare orientata ad est. La muratura era costituita da blocchi di calcare in alzato per 1,30 m., a quel tempo probabilmente affrescata. La porta a doppio battente si apriva verso l'interno, mentre nella parte opposta si innalzava l'altare, situato nel centro, decorato a fresco sui tre lati rivolti ai fedeli, con un ripostiglio per le reliquie. Infine si può ipotizzare la presenza di un tetto con capriate a vista e coperto da tegoloni.
La pavimentazione venne rifatta diverse volte posizionando uno strato sull'altro. Doveva già essere presente fin dalle prime fasi una primitiva vasca per l’acqua. Inoltre sono state rinvenute alcune tracce di accensioni di un focolare, indice di uno stato di abbandono della struttura, che forse divenne un ricovero di fortuna. In aggiunta si sono riscontrati segni evidenti causati da episodiche alluvioni ed esondazioni, che portarono alla spoliazione dell’edificio, sottoposto a continui ripristini. Dopo l’ultima calamità la chiesa venne abbandonata. Di questo periodo è stato ritrovato un denaro d’argento del nord Italia (1039-1125).

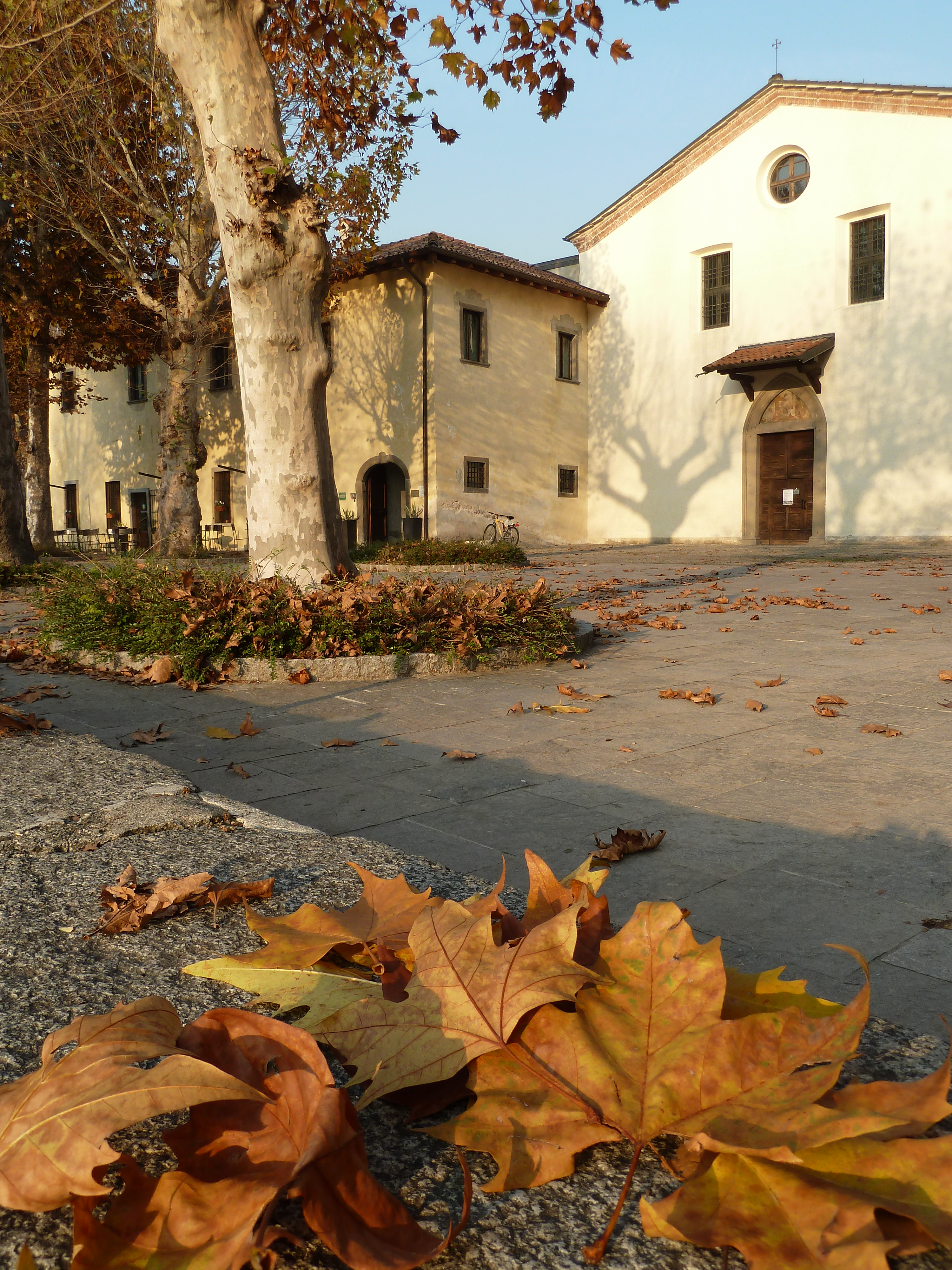
Facciata della chiesa avvolta da un'atmosfera autunnale

Negli ultimi due decenni del Quattrocento (periodo II) venne realizzato un nuovo edificio di culto, di proporzioni maggiori, a unica navata monoabsidata. Sulla parete meridionale all’interno di una nicchia fu costruita una vasca, indirizzata quasi sicuramente per l'acqua miracolosa, e un'altra parallela collegata alla prima. Nel 1490 venne ufficialmente consacrata la chiesa e affidata ai Serviti che vi risiedevano almeno già dal 1486. L’area esterna alla chiesa subì delle modificazioni, con l’erezione di una camera quadrata e forse con la costruzione di un portico.
Il XVI secolo (periodo III) fu caratterizzato dalla preparazione dell'area per la costruzione di una nuova chiesa che inglobasse l’area antistante alla facciata e parte dell’area delle vasche, che rimase all’esterno. Al 1597 si fa risalire la costruzione del campanile. Sono stati rinvenuti frammenti di ceramica, piccole spille in bronzo, frammenti di lucerne in vetro, resti di pasto e tre monete di bronzo, di Carlo II di Savoia, della città di Piacenza e una del nord Italia, tutte del Cinquecento e altre due non databili. La struttura finale della chiesa presenta una peculiarità assoluta, cioè un’architettura ad aula unica con l’area dell’altare divisa in due cappelle simmetriche. Durante gli scavi sono state aperte 8 tombe a camere appartenenti al periodo III, sigillate anche con la calce, che era utilizzata come disinfettante durante le epidemie, come la peste del 1630 di manzoniana memoria. Fu poi costruita una cantoria nelle sue forme, mentre pavimentazioni successive si sovrapposero una sull’altra; dopo la seconda guerra mondiale venne posizionato il pavimento.

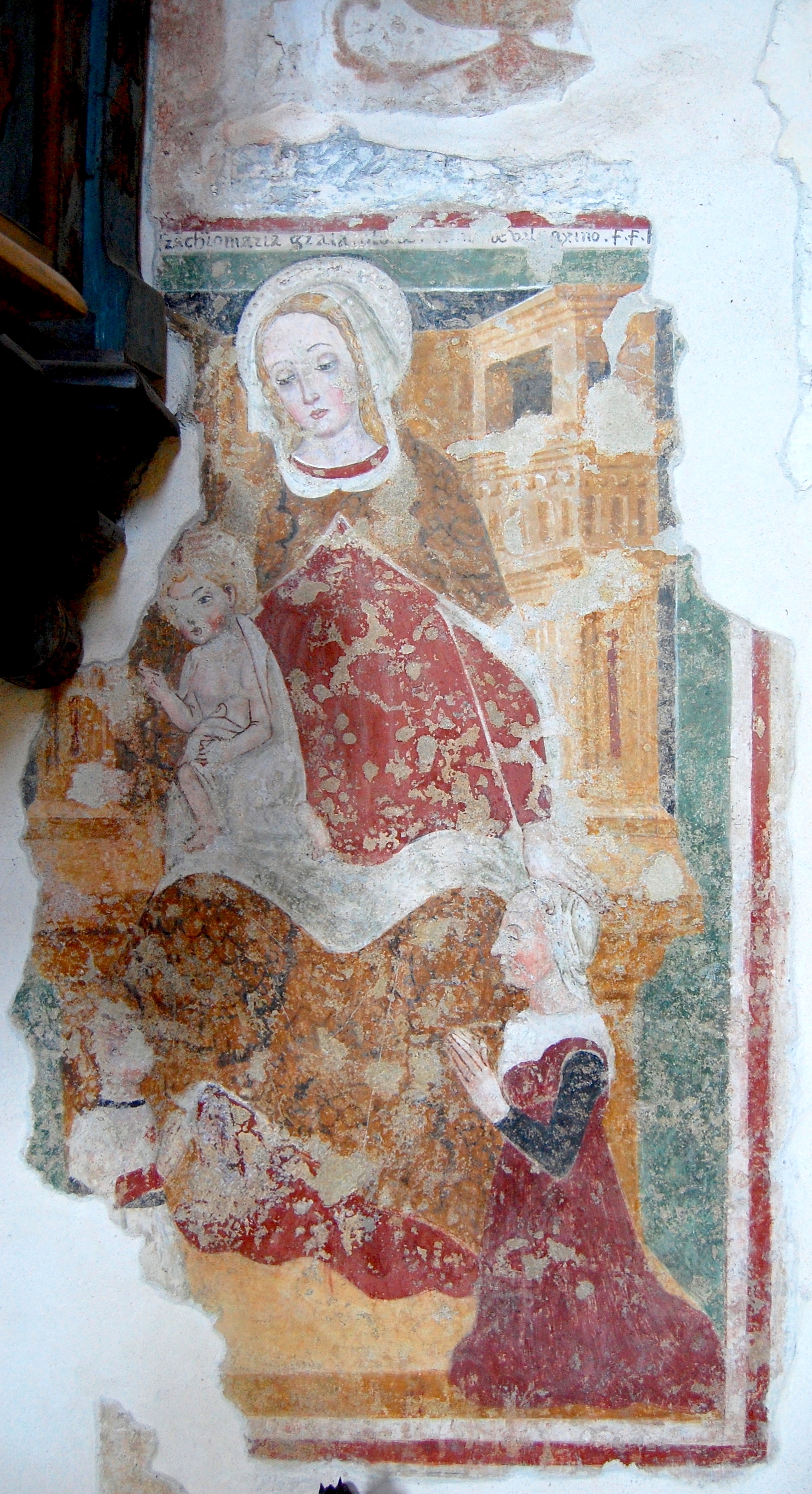
Affresco Maria col Bambino

### Architettura del convento

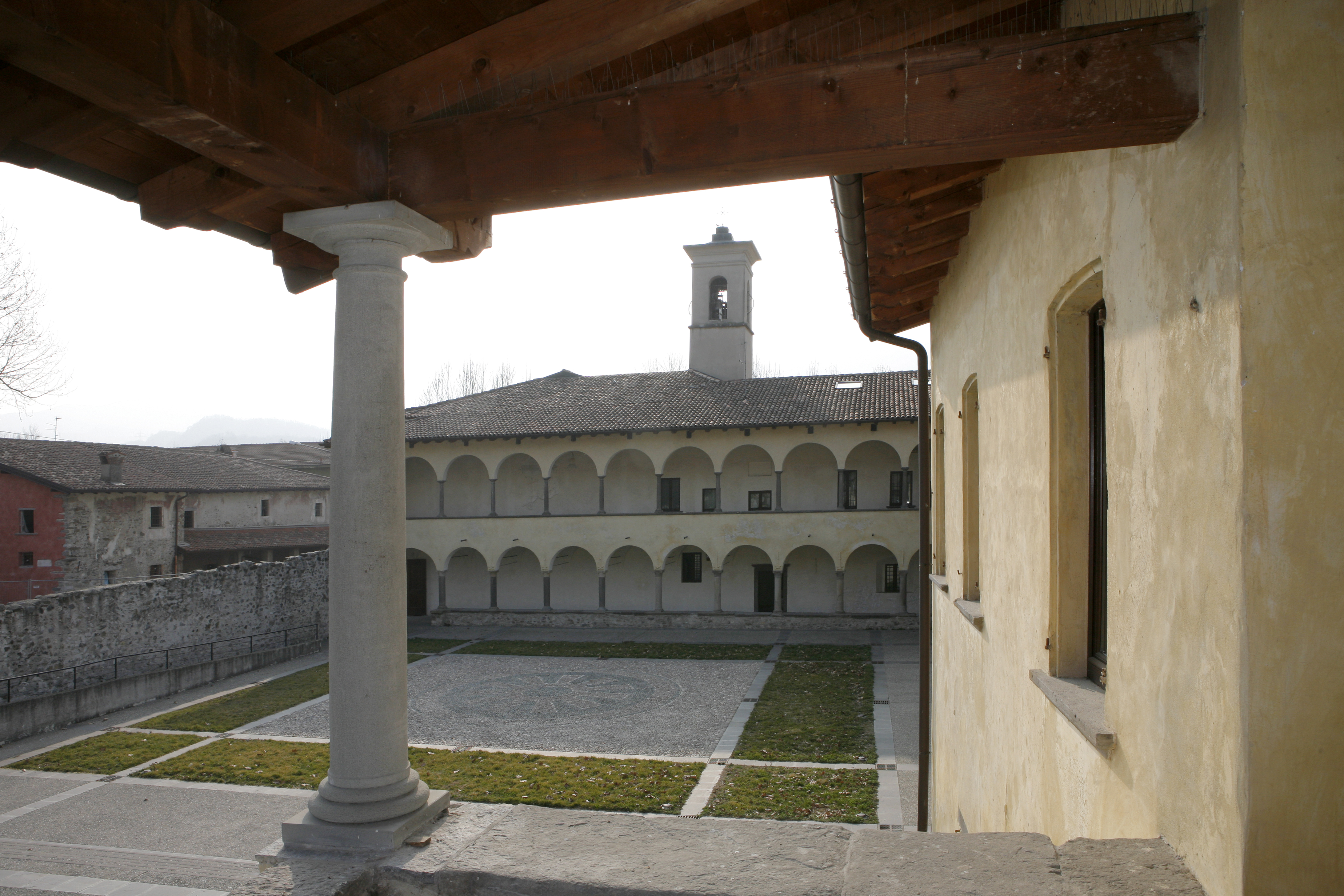
Vista del chiostro maggiore dalla camera del priore

I fabbricati del convento annessi al santuario del Lavello si organizzano attorno a due corti, la più piccola sul fianco nord della chiesa. Il chiostro maggiore ospitava al pian terreno il refettorio con le cucine e a quello superiore le stanze dei padri con il quartiere del priore. L'evoluzione del complesso conventuale, dal primitivo cenobio già esistente nel 1493 alla soppressione dell’ordine da parte della Repubblica Serenissima nel 1772, avvenne in più fasi a partire dal 1510, in rapporto alle disponibilità economiche, per concludersi verso la metà del Settecento con l’ultimazione della foresteria, prospiciente l’Adda.

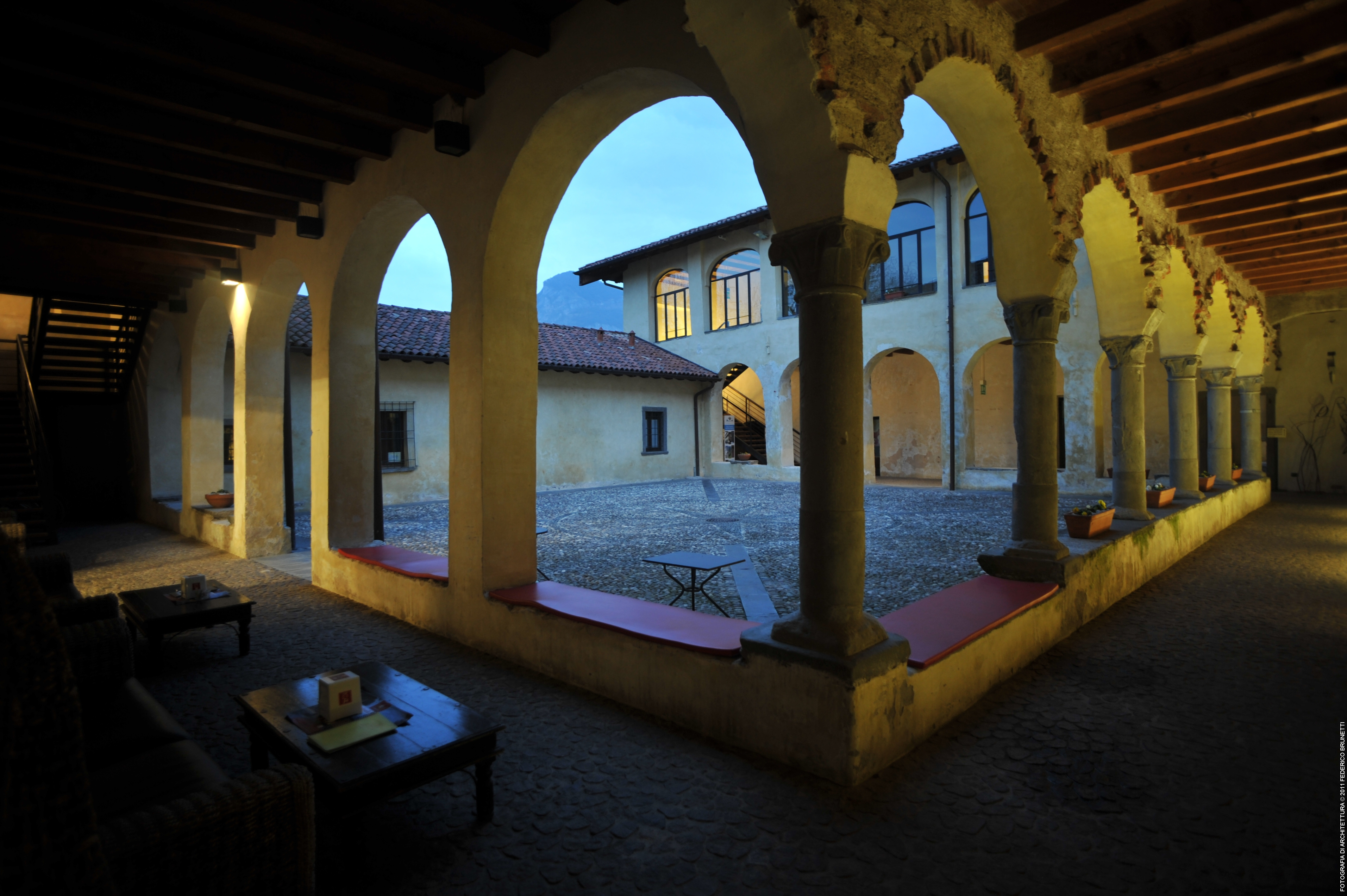
Particolare del chiostro minore di notte

Nucleo originario del convento è un locale a volta a botte situato al piano terra nell'ala sud, addossata alla parete nord della chiesa, del chiostro minore. Questa camera fu collegata alla chiesa da un portico su colonne, i cui lavori furono intrapresi nel 1510. Da tale locale, una sessantina di anni dopo, si sviluppò in lunghezza la cosiddetta “manica lunga” della corte maggiore, comprendente il primo refettorio. Poi nel corso dei decenni si completarono gli altri edifici che costituivano le quattro ali del chiostro minore, mentre quello maggiore rimase aperto per due quarti.

### Affreschi e dipinti su tela
Il paziente e preziosissimo lavoro di restauro dei locali e degli affreschi della chiesa (effettuati grazie alla «Fondazione Monastero di Santa Maria del Lavello», con le Soprintendenze ai Beni Artistici e Storici ed ai Beni Ambientali e Architettonici di Milano) ha permesso di recuperare l'integrità del complesso, anche grazie a tecniche complesse ed efficaci. Fra le cause del deterioramento delle pitture murali vanno annoverate diffuse e vistose manifestazioni di degrado dovute soprattutto alla presenza di umidità e infiltrazioni di acqua piovana. Inoltre si deve segnalare l’applicazione di scialbature su gran parte delle pareti della chiesa, quando fu adibita a lazzaretto nel corso degli anni della peste manzoniana. Ulteriori intonacature hanno complicato l’opera di recupero.
I restauri hanno evidenziato una serie di sovrapposizioni di affreschi, dimostrando il fatto che i dipinti venivano sostituiti da altri più recenti nel momento in cui i primi perdevano il loro valore: si seguiva una sorta di “moda”, del resto non inusuale. Le cappelle affrescate modificavano quindi la propria titolazione sulla base dell'aspetto estetico.

#### Altare
Il motivo decorativo dell’altare è costituito da tre quadrati affiancati in senso orizzontale con motivi geometrici e con metà di croci di sant'Andrea, dai colori rosso e giallo. I rapporti cromatici e il modulo ornamentale suggeriscono la volontà di imitare i tessuti delle tovaglie dell’altare. La stessa idea si presenta in altre chiese che si estendono per tutto il territorio lombardo, ma lo stesso motivo si riscontra fino alla zona veneta e toscana. Difficile parlare degli affreschi, indubbiamente presenti ma molto lacunosi.

#### La decorazione pittorica della chiesa

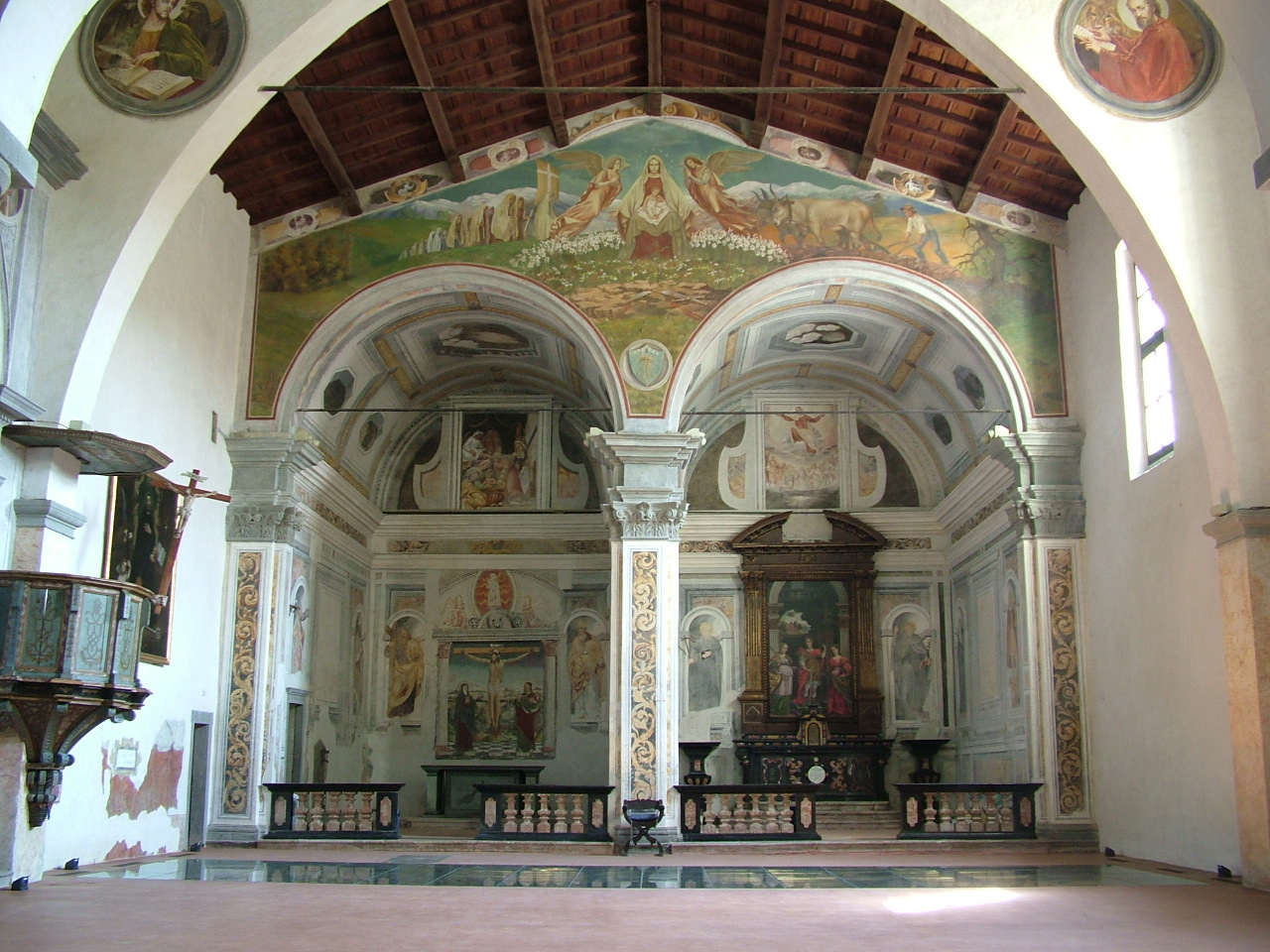
Le due cappelle absidiali dopo i lavori di restauro

L'aspetto dovrebbe essere quello dei primi anni del XVII secolo, epoca del suo massimo splendore. Si individuano due diverse fasi decorative; la prima abbraccia la fine del XV secolo e gli inizi di quello successivo. Il reperto più antico e interessante è sicuramente l’importante Crocefissione della cappella absidale di sinistra, la più antica, affrescato probabilmente dal piemontese Giovanni de’Tornelli nel 1487. La scena è costruita tra due imponenti colonne di marmo classicheggianti, con il corpo del Cristo, di proporzioni particolarmente massicce rispetto al legno della croce, che spicca nel centro; ai lati sono dipinte le canoniche figure della Vergine Maria e di Giovanni, intensamente abbandonato alla disperazione. Nell'affresco si denota una netta profondità dovuta principalmente alla pavimentazione a scacchi bianchi e neri, mentre sullo sfondo si estende un sereno paesaggio collinare, punteggiato da insediamenti castellani, tutto dominato da una vivace operosità: contadini nei campi, cacciatori con le prede catturate, barcaioli e traghettatori. A un Cinquecento inoltrato va ascritta la decorazione sovrastante. Si tratta di una Madonna Immacolata raggiante in mandorla, inserita in una superficie a lunetta.
A questa prima fase appartengono anche tre frammenti pittorici sulla parete settentrionale, purtroppo in parte scomparsi, come un'Annunciazione, in cui si intravede la figura del Padre Eterno, e un fregio a fascia orizzontale con eleganti decori classicheggianti. Maggiormente completo è un affresco devozionale che raffigura una Madonna con Bambino e donatori, opera commissionata da Francesco Giovanni Maria Grattarola della Valsassina. La Madonna, seduta in trono, presenta un dolcissimo volto, ben costruito e lumeggiato.

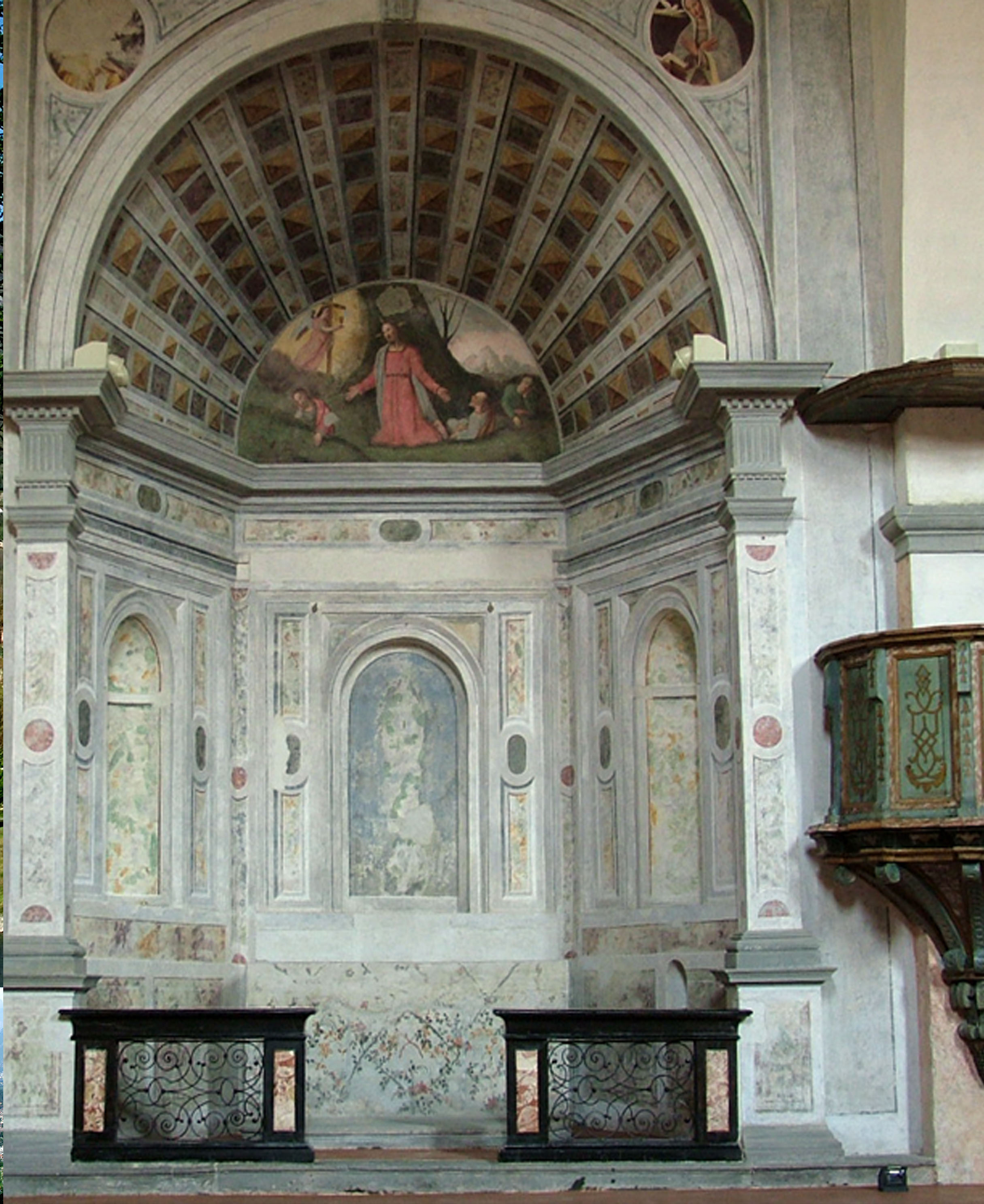
La cappella settentrionale intitolata a San Filippo Benizi

La cappella settentrionale, detta di San Filippo Benizi, è stata realizzata nell'ambito degli imponenti rifacimenti strutturali compiuti alla fine del XVI secolo. Sulla volta, alternando con gusto e maestria, finte specchiature, lacunari e bugne di diverso colore e presa di luce, la decorazione crea una raffinata dilatazione spaziale. Nella lunetta è raffigurata la scena dell’Orazione di Cristo nell’orto degli ulivi, tema caro ai Servi di Maria e molto diffuso nella Lombardia postridentina. Al Cristo inginocchiato, posto solo al centro, compare in abbagliante fulgore un angelo con i simboli della passione, la croce e il calice; tre apostoli sono distesi intorno, abbandonati al sonno. Un brano di paesaggio sulla destra accenna un profilo urbano, che potrebbe indicare la vicina Lecco dominata dal profilo del monte San Martino. Quando nel 1673 la cappella fu intitolata al servita appena beatificato San Filippo Benizi, le pareti vennero ricoperte dalle tre tele di Francesco Mussita raffiguranti i tre beati dell’ordine.
La seconda fase decorativa si situa tra il XVI e il XVII secolo. A questo periodo risale la decorazione delle due cappelle absidali, esclusa ovviamente la crocefissione più antica; in entrambe sono presenti sei nicchie, realizzate dal maestro Antonio Maria Caneva detto il Porlezzino: in quella di sinistra sono stati affrescati Sa'Andrea, con la croce disposta di taglio, e San Dionigi, avviluppato nell’ampio piviale, con il pastorale disposto simmetricamente alla croce di Sant’Andrea. Poi si hanno San Gottardo, rivestito di sontuosi abiti vescovili, e San Pietro martire, concentrato nella lettura e incurante della mannaia che gli è penetrata nel cranio; chiudono la cappella sinistra San Giovanni Battista di profilo e l'effeminata figura di San Giovanni Evangelista. Nella parte superiore si trova la scena della Nascita della Vergine, con le figure disposte su tre livelli differenti, intrisa di intimi affetti e di una misurata commozione.
Analogo schema presenta la cappella di destra, in cui le nicchie sono occupate dai Quattro Santi dell’Ordine dei Servi di Maria e da San Carlo fronteggiato da San Rocco; questi ultimi furono aggiunti all’epoca della peste. Nella parte superiore, simmetrica rispetto alla cappella di sinistra, è stata affrescata dal solito Porlezzino anche l'Assunzione della Vergine: Maria sale al cielo in un tripudio di cherubini, mentre nel basso sono posti in semicerchio sette angeli, forse per ricordare i sette fondatori dell’Ordine; in profilo si notano i committenti dell’opera.

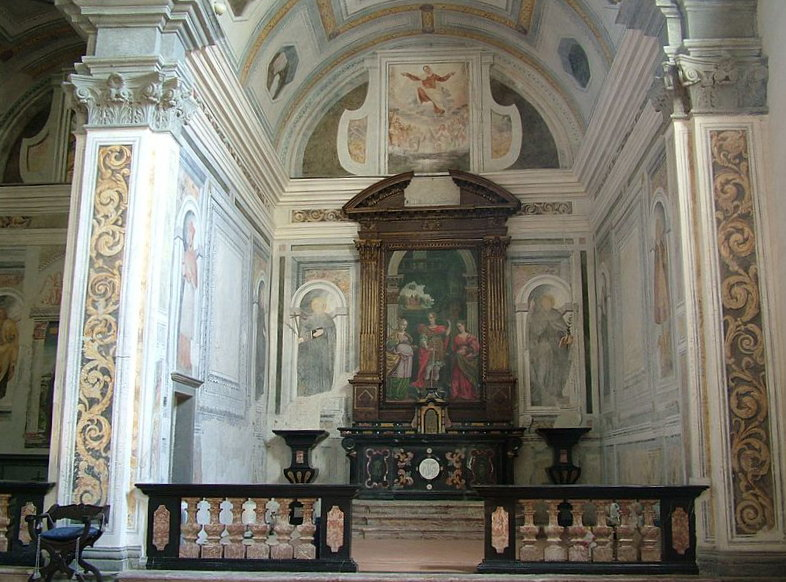
La cappella absidiale destra, con San Fermo tra le Sante Agata e Apollonia, pala d'altare del 1603, olio su tela di Antonio Maria Caneva detto il Porlezzino

Chiude il muro di fondo della cappella la grande pala raffigurante San Fermo tra le Sante Agata e Apollonia, destinatari di un culto particolarmente radicato nel territorio e sentito da parte dei Serviti; la pala è inserita nell'ancona lignea che una volta inquadrava la Crocefissione della parte sinistra. La grandiosa parete-architrave che unisce le due cappelle presenta uno stupefacente affresco della Madonna della Pace, che però è stato dipinto solo nel 1947 da Giovanni Battista Galizzi sotto l’ansia degli orrori perpetrati dalla guerra, coprendo in tal modo tutto ciò che si trovava al di sotto.
Seicenteschi sono anche gli unici dipinti su tela, oltre la pala d'altare, presenti in chiesa, opere di Francesco Mussita. Raffigurano tre santi dell’Ordine dei Servi di Maria, a testimonianza dell’attiva presenza dei frati al Lavello: sono dipinti San Filippo Benizi da Firenze nel suo eremitaggio sul monte Amiata, dove sarebbe miracolosamente sgorgata la fonte d’acqua ivi rappresentata sulla destra; ai lati di questo si dovevano trovare La guarigione miracolosa di San Pellegrino Laziosi e la Gloria del Beato Giovannangelo Porro.

## I miracoli
«… nel loco del Lavello, trovata da Jacomino heremitto de quello loco. Et andò lui et certi altri lavoranti per fare un poco di fondamenta alla detta chiesa, et lì trovarono un corpo morto disfatto esotto quello gli apparse una fontana la quale cominciò a fare miracoli et gratie, mediante la gratia de Dio et della sua Madre Vergine Maria».
L'edificazione del Monastero di Santa Maria del Lavello avvenne in seguito all'affluenza di svariati fedeli e pellegrini. Ciò che venne costruito, possibilmente sulla precedente cappella del castello edificato durante l'età medievale, venne pensato e realizzato specificatamente per tutte le persone che si recavano sul luogo a seguito di racconti relativi ai miracoli avvenuti sul luogo. In particolare, è possibile ricordare la visita di un eremita di nome Jacopino, il quale, insieme con altri lavoratori, portò alla luce un lavello che nascondeva una sorgente di acqua in grado di compiere miracoli. La fonte rinvenuta, di forma bipartita, veniva anticamente utilizzata per lavare gli infermi, e per questo descritta mediante l'appellativo lavello. Da qui si apprende conseguentemente la denominazione che venne affidata al territorio in cui sorge il Monastero.

## Corredi sepolcrali e reperti
Solo due sepolture sembrano riguardare dei religiosi, mentre le rimanenti sei dovevano ospitare dei laici, probabilmente esponenti di spicco della comunità di Calolziocorte.
All’interno delle tombe sono stati ritrovati oggetti devozionali, come rosari costituiti dai materiali più diversi e medagliette con l'effige della Madonna di Loreto sul dritto e san Carlo Borromeo sul rovescio (queste in numero di sette), il tutto affiancato da oggetti personali tra cui orecchini, bottoni, spilloni e lenti di occhiale, collane e anelli. Sono oggetti databili approssimativamente al periodo 1575-1630.
Sono stati rinvenuti anche vari frammenti in ceramica, per un periodo che si estende dalla fine del XV all'inizio del XVII secolo, principalmente monocrome, ma alcune anche con decorazioni floreali. Inoltre sono venuti alla luce diversi frammenti di vetro tardo-rinascimentale, lampade e recipienti di uso liturgico, come bicchieri e calici; infine alcune monete, solo dieci, che potrebbero indicare più la provenienza dei pellegrini che il denaro effettivamente circolante all’epoca, se si eccettuano ovviamente le monete milanesi e veneziane.